# Globosolembos excavatus
Globosolembos excavatus is een vlokreeftensoort uit de familie van de Aoridae. De wetenschappelijke naam van de soort is voor het eerst geldig gepubliceerd in 1975 door Myers.